# Castiglion Fosco
Castiglion Fosco is een plaats (frazione) in de Italiaanse gemeente Piegaro.